# سیارک ۴۷۳
سیارک ۴۷۳ (به انگلیسی: 473 Nolli، نامگذاری:1901GC) چهارصد و هفتاد و سومین سیارک کشف شده‌است که در ۱۳ فوریه ۱۹۰۱ و در هایدلبرگ کشف شد.
قدر مطلق سیارک برابر ۱۲٫۳۰ است.